# ドキドキ文芸部!
『ドキドキ文芸部!』（ドキドキぶんげいぶ、原題: 英: Doki Doki Literature Club!、略称: DDLC）は、チーム・サルバトによって開発されたインディーズ・フリーゲーム。ジャンルはビジュアルノベル。Windows、macOSおよびLinux版がitch.ioにて2017年9月22日にリリースされた。その後Steamでも10月6日にリリースされ、2021年6月時点で1000万DLを超えている。2024年12月12日時点で全プラットフォームで3000万人にプレイされた。
2021年7月1日には、HDリマスター化に加え新要素を追加した『ドキドキ文芸部プラス!』（原題: 英: Doki Doki Literature Club Plus!）がPCおよび家庭用ゲーム機向けに発売された（詳細は後述）。

## 概要
学校の文芸部に入部した主人公の男子生徒と、ヒロインである四人の女子部員との交流を描く。
プレイヤーの選択に応じて分岐するストーリーと複数のエンディングが用意された、ほぼ線形のストーリーを特徴としている。一見、軽快な美少女ゲームであるように見えるが、実際は第四の壁を壊すサイコロジカルホラーゲームである。
本作はビジュアルノベルなので、プレイの大部分はストーリーがどの方向を取るのかに影響を与えず、プレイヤーが文章を読むことで構成される。ゲームの最初に、プレイヤーは主人公の名前を入力し、その名前をもつ主人公の視点でストーリーが進んでいく。ゲームのいくつかの時点で、プレイヤーはストーリーの進行に影響を与える可能性のある選択肢の中から一つを選ぶように促される。本作には、文芸部の活動の一環として、詩の執筆をするという特徴がある。プレイヤーは次々と提示される語群の中から、詩を構成する単語を一つずつ選択する。少女たちにはそれぞれ単語の好みがあり、好きな単語が選ばれた時にキャラクターのアイコンが反応を見せる。プレイヤーがいずれかの少女に気に入られるように詩を書き、適切な選択肢を選ぶと、その少女に関する追加のイベントシーンを解禁することができる。プレイヤーがプレイ中に見たイベントシーンによってエンディングが変化する。
MOD制作が盛んに行われており、ヒロインの一人であるモニカとの会話やゲームが楽しめる「Monika After Story」を始め、様々なMODがリリースされている。なお、後述する「プラス」ではゲームエンジンがRen'PyからUnityへ変更されていることからMODが共用できない。

## あらすじ
ゲームやアニメが大好きな男子生徒である主人公はある日、幼馴染の女子生徒サヨリから、彼女が副部長を務める文芸部に誘われる。文芸部には彼女の他に、部長でクラスの人気者でもあるモニカと、部員のナツキとユリがいた。主人公はこの美少女ばかりの文芸部に入部し、詩を書いてみんなで見せあったり、部員の誰かと一緒に過ごしたりして、少女たちとの仲を深めていく。
間近に迫った文化祭に向けた準備をする中、サヨリは徐々に精神が不安定になる。ある週末、サヨリは自身がうつ病に苦しんでいることや、主人公のことを好きになりすぎてしまった恐怖を主人公に伝える。文化祭の日の朝、主人公は文芸部の配布物に綴られたサヨリの病的な詩を読み、不安を感じて彼女の家へと急ぐが、そこでサヨリが首を吊って自殺しているのを目撃する。ゲームの画面と音声が乱れる中、後悔に駆られる主人公の独白の後、ゲームはタイトル画面に戻る。
戻ってきたタイトル画面では、サヨリの立ち絵や「ニューゲーム」ボタンの文字が崩壊している。以前のセーブデータはすべて削除されており、プレイヤーは文字化けしたボタンを選択してゲームを最初からやり直すしかない（2周目）。開始早々、サヨリの名前とセリフはすべて乱れたテキストに置き換えられており、やがてゲームの画面と音声が激しく乱れる。しばらくしてゲームは再び最初から始まるが、サヨリが最初から存在しない世界であり、主人公はモニカに誘われ、ナツキとユリの三人だけがいる文芸部に入部する。
2周目のストーリーは大筋では1周目と似ているが、サヨリがいないことによる影響が随所に表れる。2周目ではしばしば、ソフトウェアのバグやブラウザクラッシャーを思わせる、プレイヤーの不安を煽る演出が現れる。その一部は一定の確率で起こり、プレイヤーごとに異なるゲーム体験をもたらす。2周目では選択によらず強制的にユリと一緒に過ごすこととなり、その中で彼女の異常な執着心があらわになっていく。
文化祭を間近に控えた金曜日、ユリの詩はいよいよ狂気じみたものとなる。ナツキはユリの異常に気づき、主人公に助けを求めるが、突然「気が変わった」ように、これからはモニカだけを選ぶように強く説得する。その日の終わりにユリは主人公に愛を告白するが、興奮のあまり自らの腹部と胸部をナイフで刺し、自殺してしまう。主人公は長い週末をユリの死体と共に過ごす。月曜日の朝、モニカが部室に現れ、主人公が「退屈な週末」を過ごすはめになったことを謝罪し、埋め合わせとしてユリとナツキの「キャラクターファイル」（ゲームのデータ）を削除する。そしてゲームは再びタイトル画面に戻る。
しかしそこにいつものタイトル画面はなく、謎の空間に浮かぶ教室にモニカだけがいて、机を挟んでプレイヤーと向かい合うシーンに突入する（3周目）。モニカは語り始める。彼女の言う「あなた」とは主人公ではなく、このゲームをプレイしている「プレイヤー」であること。これが「ゲーム」であることにモニカは最初から気づいており、ゲームの配信サイトにもそう書かれていたこと。彼女はゲームのプログラムを改変することができ、サヨリやユリの性格をプレイヤーにとって不快なものに改変したこと。改変の副作用でゲームがほとんど壊れてしまったこと。
ある日突然「悟り」を得たモニカは、他のヒロインたちがただ主人公に恋をするようプログラムされたデータでしかないことに虚しさを感じた。モニカは自分とプレイヤーだけが「人間」であると感じ、自らを孤独から救い出してくれることをプレイヤーに期待した。モニカはプレイヤーへの愛を告白し、その後は様々な話題について「永遠に」語り続ける。ゲームを先に進めるには一旦ゲームのプレイを離れ、ゲームをインストールしたディレクトリにあるモニカのキャラクターファイルを手動で削除する必要がある。モニカのファイルを削除すると、モニカは自らの残酷な行いがプレイヤーを失望させたと後悔し、ゲームを元通りにする。
ゲームはいま一度タイトル画面に戻るが、そこにモニカの姿はない。セーブデータも再びすべて削除されている。新しくゲームを始めると（4周目）、今度はサヨリが文芸部の部長となっており、そこに主人公がサプライズで入部する。ナツキとユリも交え初日を和気あいあいと過ごすが、その日の終わりにサヨリが豹変する。モニカがこのゲームで何をしたのか、それに対してプレイヤーがどうしたのか、何もかも知っているとサヨリは語る。3周目のモニカと似た行動をとり始めるサヨリに対し、モニカが復活してこれを阻止する。そして画面は暗転する。
やがて乱れた画面の中からモニカが音声でプレイヤーに語りかけ、ピアノを弾きながらエンディングテーマを歌う。エンディングクレジットが始まり、その中で作中のイベントシーンの画像や、ゲームのスクリプトが順に削除されていく。エンディングクレジットが終わると、モニカからの「最後のお別れ」のメッセージが表示される。そこには「結局このゲームは誰かが幸せになるようには作られていない」と悟ってゲームを終わらせたと綴られ、プレイヤーへの感謝の言葉で締めくくられている。その後「スクリプトファイルが破損している」とのエラーメッセージが表示され、ゲームは強制終了する。以後、ゲームを再起動しても同じメッセージが表示されるのみで、ゲームは一切進行しない。

## 登場人物
主人公
男子生徒。プレイヤーの分身であり、名前はプレイヤーが自由に決められる。サヨリに連れられ、興味もなかった文芸部に入部するが、活動を通じて部員たちと交流を深めていく。
モニカ（Monika）

声：ジリアン・アシュクラフト
女子生徒で、文芸部の創設者にして部長。才色兼備でクラスの人気者であり、主人公には高嶺の花と評される。部の活動に積極的で、詩への造詣が深い。自由なスタイルで声に出して読むと力強く伝わる詩を得意とする。本作の真相に深く関わっている。
サヨリ（Sayori）
女子生徒で、文芸部の副部長で主人公の幼馴染。1周目にて主人公が文芸部に入部を決める前に新入部員が来るとほかの部員に伝えていた。いつも笑顔で部の雰囲気を良くするムードメーカー。詩には彼女のもつ希望と不安の二面性が表れている。実はうつ病を患っているが、主人公にはずっと隠していた。
ナツキ（Natsuki）
女子生徒で、文学部の部員。部の中では最年少で、背が低く、性格は典型的なツンデレ。漫画が好き。文体はシンプルだが印象的な含意をもつ詩を得意とする。菓子作りが得意で、作中ではカップケーキを用意する。家庭内で父親に関して何らかの問題を抱えていることが作中でほのめかされている。
ユリ（Yuri）
女子生徒で、文学部の部員。読書が大好きで、人付き合いが苦手な人見知り。複雑な文体や比喩表現を用いて奥深い内容を表現する詩を得意とする。ナイフをコレクションしており、それらを人知れずリストカットに用いている。

## 開発とリリース
本作はニュージャージー州在住で、ラトガース大学でITを専攻していたダン・サルバトが率いるチームによって、推定2年間で開発された。彼は処女作となる本作を開発していることを秘密にしていた。本作を発表する前、サルバトはTwitch用の「FrankerFaceZ」拡張機能、『大乱闘スマッシュブラザーズシリーズ』のMOD作業、および『スーパーマリオメーカー』のカスタムで知られていた。
本作は2017年9月22日にitch.ioで最初にリリースされ、その後Steamでもリリースされた。本作はフリーゲームとして無料でプレイできるが、「望むだけ支払う方式」で収益化もされている。10米ドルを支払うと、デスクトップやモバイルの壁紙、ゲームの公式サウンドトラック、デジタルコンセプトアートのブックレットを含む「ファンパック」が購入できる。また、キーチェーン等のグッズの販売も行っている。
サルバトによれば、本作のインスピレーションは、アニメへの彼の「愛憎関係」とも表現される複雑な気持ちと、超現実的で不安定な経験に由来している。
本作がリリースされると、PC Gamerは「今年の最も驚くべきゲームの1つ」と呼び、そのメタフィクションとホラーの要素は批評家による称賛を受けた。

## 反響
リリース後、本作はすぐにカルト的な支持を得た。Steamでは14万件以上のレビューが投稿され、「圧倒的に好評」の評価を得た。国別ユーザー比率では、通常中国が著しく優勢となる傾向のある美少女タイトルとしては異例なことに、アメリカ合衆国が35%近くでトップとなっている。ピューディパイが本作をプレイした後に口コミが急増し、2018年5月19日時点で350万回以上ダウンロードされた。
IGNのベストオブ2017アワードでは、「ベストPCゲーム部門」、「ベストアドベンチャーゲーム部門」（総合準優勝でもあった）、「ベストストーリー部門」、「最も革新的部門」の読者投票賞を受賞した。エレクトロニック・ゲーミング・マンスリーでは、「2017年の25のベストゲーム」にランクインした。また、2018年SXSWゲーム賞で、「マシュー・クランプ文化イノベーション賞」を受賞し、「今年のトレンディング・ゲーム賞」にノミネートされた。第18回ゲーム・デベロッパーズ・チョイス・アワード新人賞では佳作に選ばれた。
2019年11月4日、Polygonは本作を「2010年代における100のベストゲーム」の第66位に位置付けた。『ペースト』は、本作を「2010年代における25のベストホラーゲーム」の19番目に選出した。
日本においては、ドワンゴとピクシブが主催した「ネット流行語100 2018」において、『Doki Doki Literature Club!』が第65位にランキング入りした。

### 賞歴・ノミネート歴
| 年     | 賞                 | 部門                                   | 結果       | 備考                | 出典   |
| ------ | ------------------ | -------------------------------------- | ---------- | ------------------- | ------ |
| 2017年 | IGN's Best of 2017 | ベストPCゲーム賞                       | ノミネート | People's Choice受賞 | [ 23 ] |
| 2017年 | IGN's Best of 2017 | ベストアドベンチャーゲーム賞           | 次点       | People's Choice受賞 | [ 24 ] |
| 2017年 | IGN's Best of 2017 | ベストストーリー賞                     | ノミネート | People's Choice受賞 | [ 25 ] |
| 2017年 | IGN's Best of 2017 | 最も革新的賞                           | ノミネート | People's Choice受賞 | [ 26 ] |
| 2018年 | Steamアワード 2017 | 言語に絶するで賞                       | ノミネート |                     | [ 35 ] |
| 2018年 | SXSWゲーム賞       | マシュー・クランプ文化イノベーション賞 | 受賞       |                     | [ 28 ] |
| 2018年 | SXSWゲーム賞       | 今年のトレンディング・ゲーム賞         | ノミネート |                     | [ 29 ] |

## ドキドキ文芸部プラス!
『ドキドキ文芸部プラス!』（ドキドキぶんげいぶプラス、原題: 英: Doki Doki Literature Club Plus!、略称: DDLC Plus）は、チーム・サルバトおよびセレニティ・フォージによって開発され、2021年7月1日に発売されたビジュアルノベル。
原作である『ドキドキ文芸部!』と比べ、グラフィックがHDリマスターされたほか、ヒロインたちの友情と文芸を描く6話のサイドストーリーやBGMなどの新要素が追加されている。また、本作はPC向けだけでなくXbox Series X/SおよびXbox Oneを含む家庭用ゲーム機向けにも同時にリリースされたほか、PlayStation 5、PlayStation 4、Nintendo Switch向けのパッケージ版も発売予定となっている。さらに、原作は英語のみに対応していたが、本作では日本語を含む12の言語に正式に対応する。
発売元はセレニティ・フォージ。また、PLAYISMがローカライズを担当したPS5、PS4、Switch向けのアジア版が、ダウンロード販売およびパッケージ販売で2021年10月7日に同ブランドから発売予定。さらにXbox版のみ、発売元は海外と同じくセレニティ・フォージでローカライズは日本語に対応している。なお、アジア版の発売に合わせ、発売済みのSteam版のローカライズもPLAYISM監修のものに更新される予定。